# Смирновка (Кемеровская область)
Смирно́вка — деревня в составе Еланского сельского поселения в Новокузнецком районе Кемеровской области.

## География
Расположена на правом берегу реки Кондома в 10 км к югу от Новокузнецка. Деревня окружена огромным массивом дачных построек.

## Население
| 2010 |
| ---- |
| 60   |

## Транспорт
В селе находится остановочный пункт Смирновка на линии Юрга-Таштагол, в 12 км от вокзала Новокузнецка.
Имеется выезд на автодорогу Сосновка - Новокузнецк.